# 大众交通
大众交通（集团）股份有限公司（简称大众交通，上交所：600611/900903，简称：大众交通/大众B股）是中华人民共和国上海市的一家以交通运输为主的综合企业，前身为1988年12月24日成立的上海市大众出租汽车公司，1992年改制为股份有限公司。目前，集团在中国大陆18个一级行政区开办业务，业务包括出租车、汽车租赁、公路客运、驾驶培训、金融投资、房地产、酒店服务、物流、旅游服务等，2017年总资产为158.39亿元人民币，净资产92.65亿元。集团控股股东为上海大众公用事业（集团）股份有限公司，持股比例为20.02%。

## 历史
1988年8月，时任上海市人民政府市长朱镕基决定整顿出租汽车行业。同年12月24日，上海大众出租汽车公司组建，以整顿上海当地的出租车市场。当时，大众公司贷款6350万元（人民币，下同）引进了500辆红色大众桑塔纳，同时推出“扬手即停，上客问路；电话订车，约时不误；电脑计费，公道合理；车辆整洁，礼貌待客”的32字服务口号，为乘客提供更加优质的服务。
该公司成立时，最初隶属于上海市公用局。1991年12月，大众出租汽车公司参与组建上海浦东大众出租汽车股份有限公司（后更名为上海大众公用事业（集团）股份有限公司，成为大众交通母公司），是中国大陆第一个股份制出租汽车公司。1992年6月，该公司改制为股份有限公司，初名上海市大众出租汽车股份有限公司，1992年7月22日B股上市，同年8月7日A股上市，1999年8月更名为大众交通（集团）股份有限公司。集团改组为股份公司后，先后在杭州、南京等地开办出租汽车公司，实现全国性发展。
2009年，大众交通宣布公共交通业务转让予上海巴士公交有限公司和上海浦东新区公共交通有限公司。

## 集团资产和业务

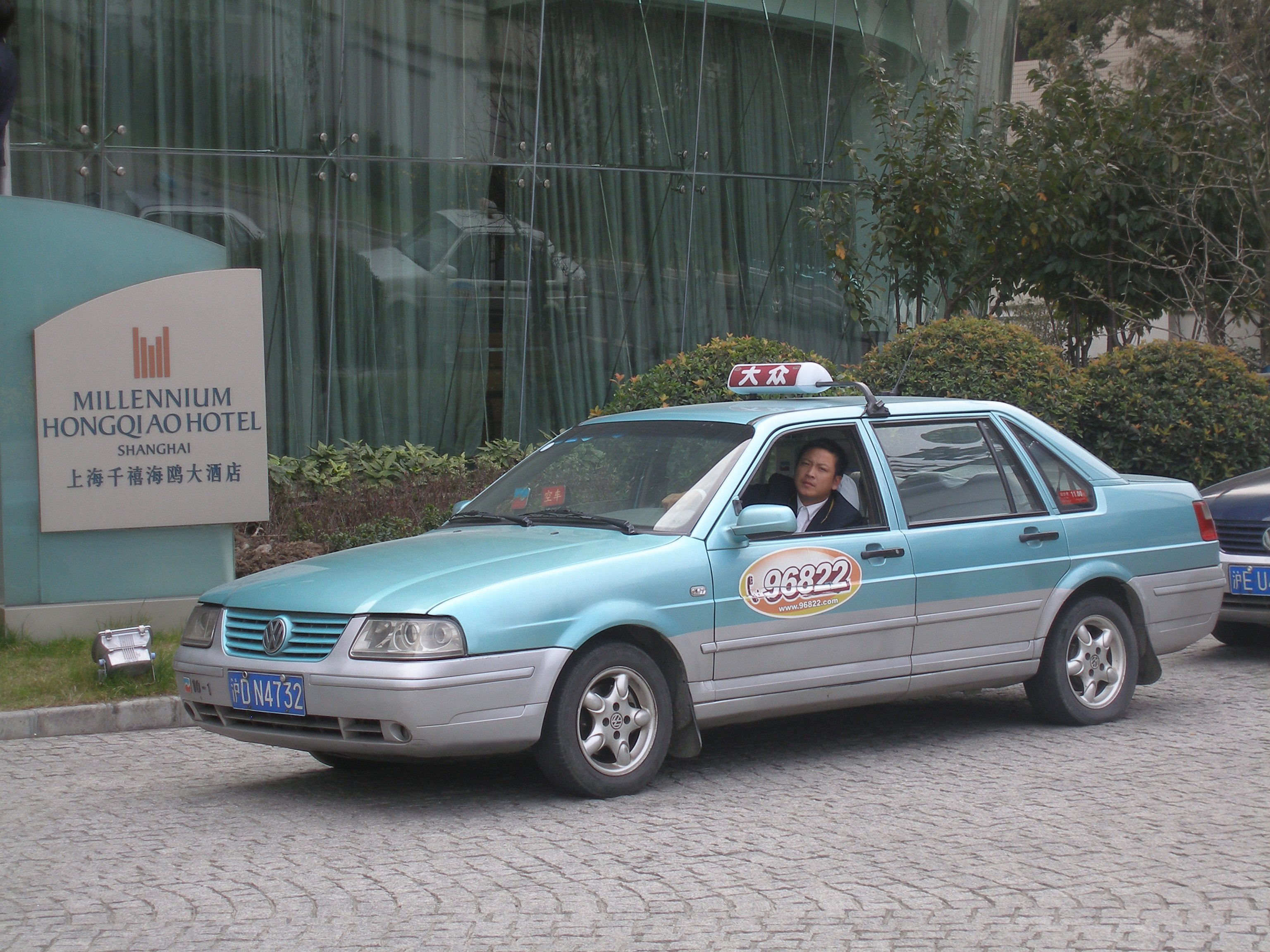
大众集团运营的桑塔纳出租车

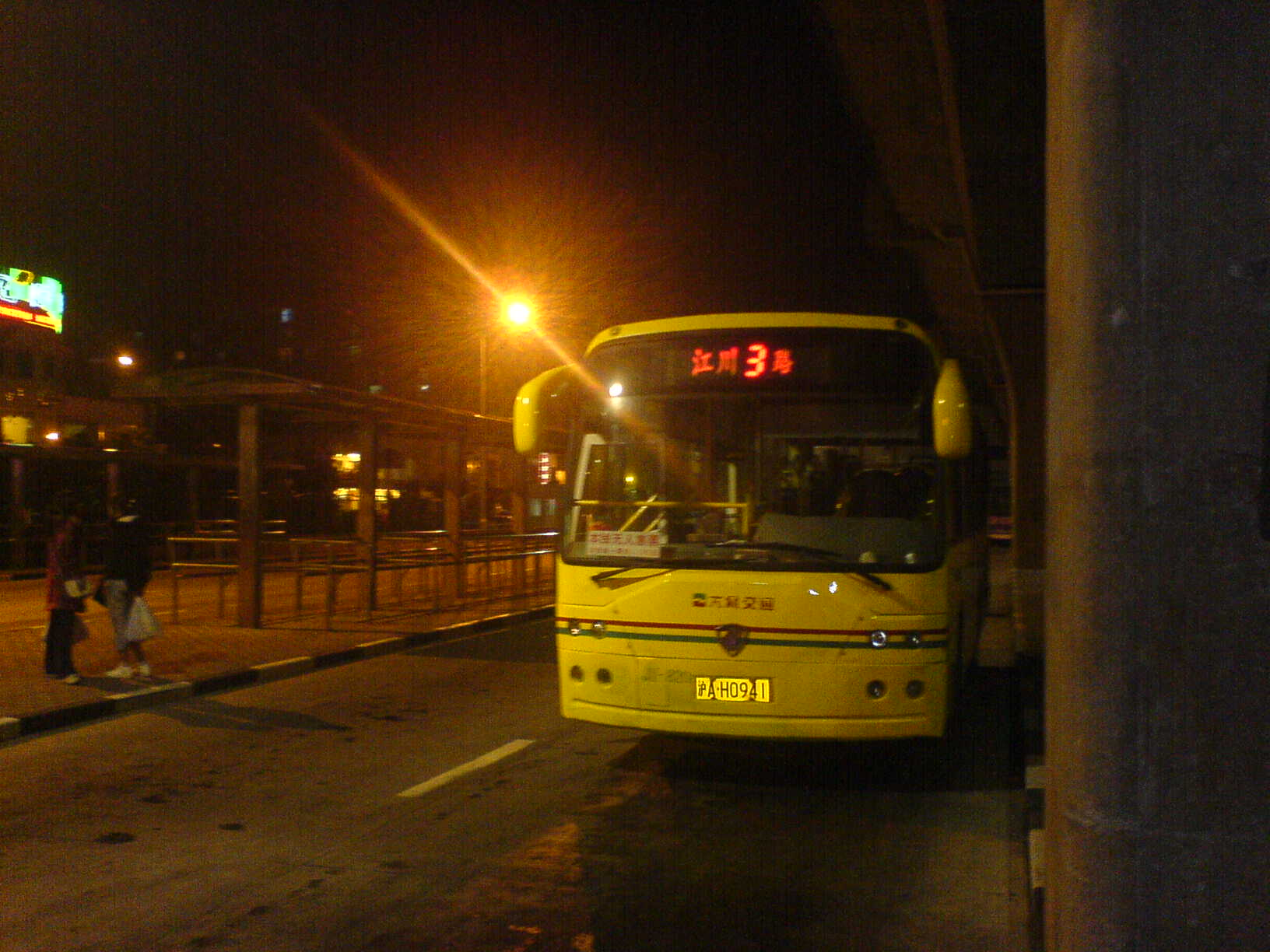
大众集团曾运营的的江川3路公交车

大众交通业务涉及出租车、汽车租赁、公路客运、驾驶培训、金融投资、房地产、酒店服务、物流、旅游服务等，旗下全资持有或控股持有的公司包括：
- 上海大众出租汽车有限公司
- 上海大众汽车租赁有限公司
- 上海大众出行信息技术股份有限公司
- 上海大众驾培有限公司
- 上海交通大众客运有限公司
- 上海大众科技有限公司
- 上海大众广告有限公司
- 上海徐汇大众小额贷款股份有限公司
- 上海大众拍卖有限公司
- 上海大众交通国际物流有限公司
- 上海大众运行物流股份有限公司
- 上海大众房地产开发经营公司
- 上海大众空港宾馆
- 上海大众国旅

其中，集团旗下的“大众出行”为互联网出行服务客户端，提供网约车服务。2015年12月，大众交通经上海市交通委员会批准开展网约车平台服务资质；2016年3月30日平台正式上线，实现了传统出租汽车企业向互联网发展的全面转型。目前大众出行已在上海、杭州、苏州、嘉兴、哈尔滨、桂林等地开展运营，传统出租车接入平台除包括各城市大众集团旗下出租汽车公司的司机外，还包括了其他正规出租汽车公司的司机。

### 已撤股企业
该集团曾全资持有或控股持有的上海公交运营企业有：
- 上海大众公共交通有限公司
- 上海大众巴士公司
- 上海金山大众公共交通有限公司
- 上海奉贤大众公共交通有限公司
- 上海南汇大众公交客运有限公司
- 上海崇明大众公共交通有限公司
- 上海浦东大众公共交通有限公司
- 上海大众弘达公共交通有限公司
- 上海申新巴士有限公司
- 上海大众飞云汽车服务有限公司
- 上海华夏大众客运服务公司

## 出租车颜色（上海地区）
在1995年前，大众集团在上海地区经营的出租车为冈比亚红，自1995年后改用薄荷绿。而该公司投资成立的郊区出租车公司运营车辆初期使用龙绿色，2010年世博会前夕改用橘红色。